# Pallavolo ai Giochi della XVIII Olimpiade - Torneo femminile
Il  torneo femminile di pallavolo ai Giochi della XVIII Olimpiade si è svolto dall'11 al 23 ottobre 1964 a Yokohama e Tokyo, in Giappone, durante i Giochi della XVIII Olimpiade: al torneo hanno partecipato sei squadre nazionali e la vittoria finale è andata per la prima volta al Giappone.

## Impianti
|                                                                                   |                                                                               |  |
|                                                                                   |                                                                               |  |
| Yokohama Cultural Gymnasium Città: Yokohama Capienza: 5 000 Anno d'apertura: 1962 | Komazawa Volleyball Courts Città: Tokyo Capienza: 3 908 Anno d'apertura: 1958 |  |

## Regolamento

### Formula
La formula ha previsto un girone all'italiana.

### Criteri di classifica
Sono stati assegnati 2 punti alla squadra vincente e 1 a quella sconfitta.
L'ordine del posizionamento in classifica è stato definito in base a:
- Punti;
- Ratio dei set vinti/persi;
- Ratio dei punti realizzati/subiti;
- Risultati degli scontri diretti.

## Squadre partecipanti
| Squadra          | Qualificazione                                      | Ultima partecipazione |
| ---------------- | --------------------------------------------------- | --------------------- |
| Corea del Sud    | 2ª al torneo di qualificazione asiatico e oceaniano | Debutto               |
| Giappone         | Paese organizzatore                                 | Debutto               |
| Polonia          | 3ª al campionato mondiale 1962                      | Debutto               |
| Romania          | 3ª al campionato europeo 1963                       | Debutto               |
| Stati Uniti      | 2ª ai IV Giochi panamericani                        | Debutto               |
| Unione Sovietica | 2ª al campionato mondiale 1962                      | Debutto               |

## Torneo

### Risultati
| 11 ottobre 1964 Komazawa Volleyball Courts, Tokyo Durata: 0h:40 - Spettatori: ?     | Romania          | 0 - 3 | Unione Sovietica | 5-15, 6-15, 0-15        |
| 11 ottobre 1964 Komazawa Volleyball Courts, Tokyo Durata: 0h:41 - Spettatori: ?     | Stati Uniti      | 0 - 3 | Giappone         | 1-15, 5-15, 2-15        |
| 12 ottobre 1964 Yokohama Cultural Gymnasium, Yokohama Durata: 0h:54 - Spettatori: ? | Corea del Sud    | 0 - 3 | Unione Sovietica | 0-15, 6-15, 0-15        |
| 12 ottobre 1964 Yokohama Cultural Gymnasium, Yokohama Durata: 0h:44 - Spettatori: ? | Stati Uniti      | 0 - 3 | Polonia          | 3-15, 4-15, 10-15       |
| 12 ottobre 1964 Yokohama Cultural Gymnasium, Yokohama Durata: 1h:01 - Spettatori: ? | Romania          | 0 - 3 | Giappone         | 7-15, 3-15, 8-15        |
| 13 ottobre 1964 Komazawa Volleyball Courts, Tokyo Durata: 0h:46 - Spettatori: ?     | Romania          | 3 - 0 | Stati Uniti      | 15-9, 15-1, 15-2        |
| 13 ottobre 1964 Komazawa Volleyball Courts, Tokyo Durata: 1h:02 - Spettatori: ?     | Corea del Sud    | 0 - 3 | Polonia          | 5-15, 5-15, 11-15       |
| 14 ottobre 1964 Yokohama Cultural Gymnasium, Yokohama Durata: 0h:47 - Spettatori: ? | Corea del Sud    | 0 - 3 | Giappone         | 3-15, 2-15, 4-15        |
| 15 ottobre 1964 Komazawa Volleyball Courts, Tokyo Durata: 1h:13 - Spettatori: ?     | Polonia          | 0 - 3 | Unione Sovietica | 9-15, 5-15, 5-15        |
| 17 ottobre 1964 Yokohama Cultural Gymnasium, Yokohama Durata: 1h:13 - Spettatori: ? | Unione Sovietica | 3 - 0 | Stati Uniti      | 15-1, 15-8, 15-7        |
| 18 ottobre 1964 Komazawa Volleyball Courts, Tokyo Durata: 1h:39 - Spettatori: ?     | Polonia          | 1 - 3 | Giappone         | 4-15, 5-15, 15-13, 2-15 |
| 19 ottobre 1964 Komazawa Volleyball Courts, Tokyo Durata: 1h:06 - Spettatori: ?     | Romania          | 3 - 0 | Corea del Sud    | 15-10, 15-9, 15-6       |
| 21 ottobre 1964 Komazawa Volleyball Courts, Tokyo Durata: 1h:06 - Spettatori: ?     | Corea del Sud    | 0 - 3 | Stati Uniti      | 7-15, 13-15, 13-15      |
| 22 ottobre 1964 Yokohama Cultural Gymnasium, Yokohama Durata: 1h:08 - Spettatori: ? | Romania          | 0 - 3 | Polonia          | 7-15, 6-15, 8-15        |
| 23 ottobre 1964 Komazawa Volleyball Courts, Tokyo Durata: 1h:30 - Spettatori: ?     | Giappone         | 3 - 0 | Unione Sovietica | 15-11, 15-8, 15-13      |

### Classifica
| Pos. | Squadra          | Pt | G | V | P | SV | SP | Ratio  | PF  | PS  | Ratio |
| ---- | ---------------- | -- | - | - | - | -- | -- | ------ | --- | --- | ----- |
| 1.   | Giappone         | 10 | 5 | 5 | 0 | 15 | 1  | 15,000 | 238 | 93  | 2,559 |
| 2.   | Unione Sovietica | 9  | 5 | 4 | 1 | 12 | 3  | 4,000  | 212 | 97  | 2,185 |
| 3.   | Polonia          | 8  | 5 | 3 | 2 | 10 | 6  | 2,500  | 180 | 162 | 1,111 |
| 4.   | Romania          | 7  | 5 | 2 | 3 | 9  | 6  | 1,500  | 140 | 172 | 0,813 |
| 5.   | Stati Uniti      | 6  | 5 | 1 | 4 | 3  | 12 | 0,250  | 98  | 213 | 0,460 |
| 6.   | Corea del Sud    | 5  | 5 | 0 | 5 | 0  | 15 | 0,000  | 94  | 225 | 0,417 |

## Classifica finale
| Pos | Squadra          | Rosa |
| --- | ---------------- | --- |
|     | Giappone         | Formazione: 1 Kasai, 2 Miyamoto, 3 Tanida, 4 Handa, 5 Y. Matsumura, 6 Isobe, 7 K. Matsumura, 8 Shinozaki, 9 Sasaki, 10 Fujimoto, 11 Kondō, 12 Shibuki, CT: Daimatsu         |
|     | Unione Sovietica | Formazione: 1 Moiseeva, 2 Biltauere, 3 Lukanina, 4 Meščerjakova, 5 Abramova, 6 Tikhonina, 7 Kamenek, 8 Ryskal, 9 Katusheva, 10 Roschina, 11 Mishak, 12 Gureyeva, CT: Chekov |
|     | Polonia          | Formazione: 1 Rawska, 2 Bęben, 3 Chylińska, 4 Abisiak, 5 Wagner, 6 Tabaka, 7 Książek, 8 Śliwka, 9 Bryszewska, 10 Malinowska, 11 Busz, 12 Niemczyk, CT: Poburka              |
| 4.  | Romania          | Formazione: 1 Mocan, 3 Lazeanu, 4 Torodovschi, 5 Ivanescu, 6 Popescu, 7 Colceru, 8 Vanea, 9 Chezan, 10 Enculescu, 11 Golosie, 12 Stanca, CT: Constantinescu                 |
| 5.  | Stati Uniti      | Formazione: 1 Gartner, 2 O'Rouke, 3 Murphy, 4 Galloway, 5 Thomas, 6 Perry, 7 Peppler, 8 Owen, 9 Bright, 10 Ward, 11 Peterson, 12 Harweth, CT: Burroughs                     |
| 6.  | Corea del Sud    | Formazione: 1 Suh, 2 Moon, 3 Ryoo, 4 Kim, 5 Oh S., 6 Chung, 7 Choi, 8 Hong, 9 Oh C., 10 Yoon, 11 Kwak, 12 Lee, CT: -                                                        |